# Timur og hans team
Timur og hans team (russisk: Тимур и его команда) er en sovjetisk film fra 1940 af Aleksandr Rasumnyj.

## Medvirkende
- Livij Sjjipatjov som Timur
- Pjotr Savin som Georgij
- Lev Potjomkin som Dr. Kolokoltjikov
- Viktor Seleznjov som Vitja
- Nikolaj Annenkov